# Temple (Géorgie)
Pour les articles homonymes, voir Temple (homonymie).
Temple est une ville américaine située dans les comtés de Carroll et d'Haralson, en Géorgie. Selon le recensement de 2020, sa population est de 5 089 habitants.